# Quartuncia
Die Quartuncia (lat. „eine Vierteluncia“) entspricht dem Viertel einer Uncia.

## Maß
- 1 Quartuncia = 7,5 Gramm[1]

## Münze
Die Quartuncia ist die Münze mit dem niedrigsten Nominalwert, die in der gesamten römischen Münzgeschichte geprägt wurde. Nur ein Typ dieser Einheit wurde bis heute gefunden. Diese Münze wurde in Rom wohl um das Jahr 215 v. Chr. geprägt. Auf der Münze ist kein Wertzeichen vorhanden. Das Avers zeigt einen nach rechts blickenden Kopf der Roma, auf dem Revers ist eine nach rechts weisende Prora abgebildet, darüber steht „Roma“.